# Lijst van wachtposten aan de spoorlijn Groningen - Delfzijl
Dit is een onvolledige chronologische lijst van wachtposten aan de Spoorlijn Groningen - Delfzijl. Een wachtpost was een huisje waarin de baanwachter woonde. Hij of zij opende en sloot de overwegbomen wanneer er een trein passeerde. Alle huisjes werden rond 1884 naar een standaardontwerp door de Staatsspoorwegen gebouwd. Rond 1950 werden veel huisjes gesloopt omdat ze hun oude functie verloren.
Wanneer er achter de straatnaam een asterisk staat, wil dat zeggen dat de overgang niet meer bestaat. Bij een aantal huisjes staat de straatnaam aangegeven, die in de buurt van de oude overweg ligt.
| Wachtpost | Straat                         | Plaats         | Bouwjaar | Sloopjaar    | Extra informatie                                                     | Coördinaten                   | Afbeelding |
| --------- | ------------------------------ | -------------- | -------- | ------------ | -------------------------------------------------------------------- | ----------------------------- | ---------- |
| 1         | Peizerweg                      | Groningen      | 1884     | Onbekend     |                                                                      | 53° 12' 37" NB, 6° 32' 57" OL |            |
| 7         | Walfriduspad*                  | Groningen      | 1884     | Onbekend     | Stond niet aan een overgang                                          | 53° 14' 23" NB, 6° 33' 29" OL |            |
| 8         | Oude Adorperweg*               | Groningen      | 1884     | Onbekend     | Stond niet aan een overgang                                          | 53° 15' 3" NB, 6° 33' 9" OL   |            |
| 9         | Harsema's Laan                 | Adorp          | 1884     | Onbekend     |                                                                      | 53° 15' 52" NB, 6° 32' 46" OL |            |
| 10        | Spoorlaan                      | Adorp          | 1884     | 1968         | Bij Stopplaats Adorp                                                 | 53° 16' 27" NB, 6° 32' 29" OL |            |
| 11        | Munnikeweg                     | Adorp          | 1884     | Onbekend     |                                                                      | 53° 16' 59" NB, 6° 32' 23" OL |            |
| 12        |                                | Sauwerd        | 1884     | Onbekend     | Stond niet aan een overgang                                          | 53° 17' 14" NB, 6° 32' 26" OL |            |
| 13        | Stationsstraat 58              | Sauwerd        | 1884     | Nog aanwezig | Bij Station Sauwerd                                                  | 53° 17' 30" NB, 6° 32' 25" OL |            |
| 14        |                                | Sauwerd        | 1884     | Onbekend     | Stond niet aan een overgang                                          | 53° 18' 1" NB, 6° 33' 35" OL  |            |
| 15        | Westerdijkshorn-Wolddijk       | Bedum          | 1884     | Onbekend     | Bij Stopplaats Wolddijk                                              | 53° 18' 12" NB, 6° 34' 30" OL |            |
| 20        | Halteweg                       | Middelstum     | 1884     | Onbekend     | Bij Halte Middelstum                                                 | 53° 19' 3" NB, 6° 38' 40" OL  |            |
| 21        | Halteweg                       | Middelstum     | 1889     | 1963         | Bij Halte Middelstum, tevens brugwachterswoning Westerwijtwerdermaar | 53° 19' 11" NB, 6° 39' 15" OL |            |
| 22        | Weersterweg-Stationsstraat     | Stedum         | 1884     | Onbekend     | Bij Station Stedum                                                   | 53° 19' 33" NB, 6° 41' 9" OL  |            |
| 23        |                                | Stedum         | 1884     | Onbekend     | Bij Station Stedum, stond niet aan een overgang                      | 53° 19' 40" NB, 6° 41' 43" OL |            |
| 24        | Delleweg                       | Stedum         | 1884     | Onbekend     |                                                                      | 53° 19' 46" NB, 6° 42' 13" OL |            |
| 25        | Brugwachter Westeremdermaar    | Loppersum      | 1884     | Onbekend     | Brugwachterswoning                                                   | 53° 20' 5" NB, 6° 43' 48" OL  |            |
| 26        |                                | Loppersum      | 1884     | Onbekend     | Stond niet aan een overgang                                          | 53° 20' 7" NB, 6° 44' 25" OL  |            |
| 27        | Zeerijperweg-Molenweg          | Loppersum      | 1884     | Onbekend     | Bij Station Loppersum                                                | 53° 20' 5" NB, 6° 45' 1" OL   |            |
| 28        | Zuider Lopsterweg              | Loppersum      | 1884     | Onbekend     |                                                                      | 53° 20' 1" NB, 6° 45' 57" OL  |            |
| 29        | Hogeweg                        | Eenum          | 1884     | 1970         | Bij Stopplaats Eenum                                                 | 53° 19' 55" NB, 6° 47' 4" OL  |            |
| 30        | Gerichtsweg                    | Eenum          | 1884     | 1950         | Bij Stopplaats Oosterwijtwerd                                        | 53° 19' 51" NB, 6° 47' 48" OL |            |
| 31        |                                | Oosterwijtwerd | 1884     | Onbekend     | Stond niet aan een overgang                                          | 53° 19' 46" NB, 6° 48' 51" OL |            |
| 32        | Damsterweg                     | Oosterwijtwerd | 1884     | Onbekend     | Bij Stopplaats Tjamsweer                                             | 53° 19' 42" NB, 6° 49' 57" OL |            |
| 33        | Jukwerderweg                   | Appingedam     | 1884     | Onbekend     | Tevens brugwachterswoning Groote Heekt                               | 53° 19' 36" NB, 6° 50' 60" OL |            |
| 34        | Heiliggravenweg-Holwierderweg* | Appingedam     | 1884     | Onbekend     |                                                                      | 53° 19' 33" NB, 6° 51' 55" OL |            |
| 35        | Brugwachter Uitwierdermaar     | Delfzijl       | 1884     | Onbekend     | Brugwachterswoning                                                   | 53° 19' 42" NB, 6° 52' 57" OL |            |
| 36        | Biesummerlaan*                 | Delfzijl       | 1884     | 1950         | Bij Stopplaats Uitwierde                                             | 53° 19' 49" NB, 6° 53' 48" OL |            |
| 37        | Tunnelpad*                     | Delfzijl       | 1884     | Onbekend     |                                                                      | 53° 19' 59" NB, 6° 54' 49" OL |            |